# Кањевина
Кањевина је насеље у Србији у општини Сјеница у Златиборском округу. Према попису из 2022. било је 42 становника (према попису из 1991. било је 86 становника).

## Демографија
У насељу Кањевина живи 50 пунолетних становника, а просечна старост становништва износи 38,9 година (39,3 код мушкараца и 38,5 код жена). У насељу има 17 домаћинстава, а просечан број чланова по домаћинству је 3,82.
Ово насеље је великим делом насељено Бошњацима (према попису из 2002. године).
|  |

| Демографија | Демографија | Демографија |
| Година      | Становника  | Становника  |
| ----------- | ----------- | ----------- |
| 1948.       | 199         |             |
| 1953.       | 186         |             |
| 1961.       | 184         |             |
| 1971.       | 217         |             |
| 1981.       | 134         |             |
| 1991.       | 86          | 86          |
| 2002.       | 65          | 140         |

| Етнички састав према попису из 2002.‍ | Етнички састав према попису из 2002.‍ | Етнички састав према попису из 2002.‍ | Етнички састав према попису из 2002.‍ | Етнички састав према попису из 2002.‍ |
| ------------------------------------ | ------------------------------------ | ------------------------------------ | ------------------------------------ | ------------------------------------ |
|                                      |                                      |                                      |                                      |                                      |
| Бошњаци                              | Бошњаци                              |                                      | 62                                   | 95,38%                               |
| Муслимани                            | Муслимани                            |                                      | 2                                    | 3,07%                                |
| непознато                            | непознато                            |                                      | 1                                    | 1,53%                                |

| Година пописа     | 1948. | 1953. | 1961. | 1971. | 1981. | 1991. | 2002. |
| ----------------- | ----- | ----- | ----- | ----- | ----- | ----- | ----- |
| Број домаћинстава | 29    | 21    | 26    | 30    | 23    | 18    | 17    |

| Број чланова      | 1 | 2 | 3 | 4 | 5 | 6 | 7 | 8 | 9 | 10 и више | Просек |
| ----------------- | - | - | - | - | - | - | - | - | - | --------- | ------ |
| Број домаћинстава | 2 | 5 | 1 | 3 | 3 | 1 | 1 | 0 | 0 | 1         | 3,82   |

| Пол    | Укупно | Неожењен/Неудата | Ожењен/Удата | Удовац/Удовица | Разведен/Разведена | Непознато |
| ------ | ------ | ---------------- | ------------ | -------------- | ------------------ | --------- |
| Мушки  | 26     | 8                | 17           | 1              | 0                  | 0         |
| Женски | 26     | 6                | 17           | 2              | 1                  | 0         |
| УКУПНО | 52     | 14               | 34           | 3              | 1                  | 0         |

| Пол    | Укупно                    | Пољопривреда, лов и шумарство | Рибарство                            | Вађење руде и камена | Прерађивачка индустрија       |
| ------ | ------------------------- | ----------------------------- | ------------------------------------ | -------------------- | ----------------------------- |
| Мушки  | 18                        | 18                            | 0                                    | 0                    | 0                             |
| Женски | 14                        | 10                            | 0                                    | 0                    | 1                             |
| УКУПНО | 32                        | 28                            | 0                                    | 0                    | 1                             |
| Пол    | Производња и снабдевање   | Грађевинарство                | Трговина                             | Хотели и ресторани   | Саобраћај, складиштење и везе |
| Мушки  | 0                         | 0                             | 0                                    | 0                    | 0                             |
| Женски | 0                         | 0                             | 0                                    | 1                    | 0                             |
| УКУПНО | 0                         | 0                             | 0                                    | 1                    | 0                             |
| Пол    | Финансијско посредовање   | Некретнине                    | Државна управа и одбрана             | Образовање           | Здравствени и социјални рад   |
| Мушки  | 0                         | 0                             | 0                                    | 0                    | 0                             |
| Женски | 0                         | 0                             | 1                                    | 0                    | 1                             |
| УКУПНО | 0                         | 0                             | 1                                    | 0                    | 1                             |
| Пол    | Остале услужне активности | Приватна домаћинства          | Екстериторијалне организације и тела | Непознато            | Непознато                     |
| Мушки  | 0                         | 0                             | 0                                    | 0                    | 0                             |
| Женски | 0                         | 0                             | 0                                    | 0                    | 0                             |
| УКУПНО | 0                         | 0                             | 0                                    | 0                    | 0                             |